# Louvakou
Louvakou (s’écrit également Luvaku)est une ville de la République du Congo, chef-lieu du district homonyme, dans le département du Niari. Elle est située à une trentaine de kilomètres au nord de Loubomo. La ville, de 5 000 habitants, constitue un centre important de l'Église Évangélique du Congo. Les activités agro-pastorales y constituent l'occupation principale de la population.